# Lac Kaiagamac
Le lac Kaiagamac est un plan d'eau douce au sud de la municipalité de Saint-Michel-des-Saints, dans la municipalité régionale de comté (MRC) de Matawinie, dans la région du sud-Ouest du Haut-Lanaudière, au Québec, au Canada.
Le secteur autour du lac comporte une zone forestière et montagneuse au nord-est ; une zone dégagée et marécageuse au sud ; une zone de village au nord-ouest. On retrouve le grand brochet comme espèce de poisson.

## Géographie
Long de 2,25 km, le lac Kaiagamac est situé à 0,9 km au sud-est du village de Saint-Michel-des-Saints. À partir de l'embouchure du lac (situé au nord), son émissaire, la rivière Sauvage, coule vers le nord-ouest sur 1,1 km, pour aller se déverser dans la rivière Matawin à une altitude de 352 m. Puis la rivière Matawin descend sur 3,3 km jusqu'au Réservoir Taureau (altitude : 350 m) que le courant traverse.
Le lac Kaiagamac reçoit par la rive ouest la décharge du lac England (long de 4,0 km) et par la rive sud-est les eaux de la rivière Sauvage (Matawinie) qui traverse une zone de marécage avant de se déverser dans le lac Kaiagamac. Du côté nord-est, le lac est bordé par une montagne qui longe le lac.
Venant de Saint-Zénon, la route 131 longe la rive sud-ouest du lac.

## Toponymie
Le toponyme "lac Kaiagamac" a été officialisé le 5 décembre 1968 à la Banque des noms de lieux de la Commission de toponymie du Québec.